# Xenodon neuwiedii
Espèce
Synonymes
- Ophis neuwiedii (Günther, 1863)
- Xenodon hemileucurus Lutz & Mello, 1922

Statut de conservation UICN

 LC  : Préoccupation mineure
Xenodon neuwiedii  est une espèce de serpents de la famille des Dipsadidae.

## Répartition
Cette espèce se rencontre :
- dans le centre et dans le sud du Brésil ;
- au Paraguay ;
- dans le nord de l'Argentine dans la province de Misiones.

Sa présence est incertaine dans la province de Corrientes en Argentine.

## Étymologie
Cette espèce est nommée en l'honneur de Maximilian zu Wied-Neuwied.

## Publication originale
- Günther, 1863 : Third account of new species of snakes in the collection of the British Museum. Annals and magazine of natural history, sér. 3, vol. 12, p. 348-365 (texte intégral).